# 1238
| [ Edytuj tabelę ]                          |                                                                    |
| Książę Małopolski                          | - 1232 Henryk I Brodaty 1238 - 1238 Henryk II Pobożny 1241         |
| Książę Wielkopolski                        | - 1229 Władysław Odonic 1239                                       |
| Król Angkoru                               | - 1218 Indrawarman II 1244                                         |
| Król Anglii                                | - 1216 Henryk III 1272                                             |
| Król Aragonii i Walencji, hrabia Barcelony | - 1213 Jakub I Zdobywca 1276                                       |
| Książę Bawarii                             | - 1231 Otto II 1253                                                |
| Margrabia Brandenburgii                    | - 1220 Otto III 1267                                               |
| Książę Burgundii                           | - 1218 Hugo IV 1272                                                |
| Cesarz Bizancjum                           | - 1222 Jan III Dukas Watatzes 1254                                 |
| Car Bułgarii                               | - 1218 Iwan Asen II 1241                                           |
| Cesarz Chin                                | - 1224 Song Lizong 1264                                            |
| Król Cypru                                 | - 1218 Henryk I 1253                                               |
| Król Czech                                 | - 1230 Wacław I 1253                                               |
| Król Danii                                 | - 1202 Waldemar II Zwycięski 1241                                  |
| Władca Egiptu                              | - 1218 Al-Kamil 1238 - 1238 Al-Adil Abu Bakr 1240                  |
| Król Francji                               | - 1226 Ludwik IX Święty 1270                                       |
| Król Gruzji                                | - 1223 Rusudan 1245                                                |
| Hrabia Holandii                            | - 1234 Wilhelm II 1256                                             |
| Cesarz Japonii                             | - 1232 Shijō 1242                                                  |
| Kalif                                      | - 1226 Al-Mustansir 1242                                           |
| Król Kastylii                              | - 1217 Ferdynand III Święty 1252                                   |
| Król Kastylii i Leónu                      | - 1230 Ferdynand III Święty 1252                                   |
| Patriarcha Konstantynopola                 | - 1222 German II 1240                                              |
| Władca Korei                               | - 1213 Kojong 1259                                                 |
| Książę Litwy                               | - 1219 Dowsprunk 1238                                              |
| Cesarz Łaciński                            | - 1228 Baldwin II de Courtenay 1261                                |
| Kalif Maroka                               | - 1232 Abd al-Wahid II 1242                                        |
| Król Nawarry                               | - 1234 Tybald I 1253                                               |
| Król Norwegii                              | - 1217 Haakon IV Stary 1263                                        |
| Hrabia Palatynatu                          | - 1227 Otton I Bawarski 1253                                       |
| Papież                                     | - 1227 Grzegorz IX 1241                                            |
| Król Portugalii                            | - 1223 Sancho II 1248                                              |
| Sułtan Rumu                                | - 1237 Kaj Chusrau II 1246                                         |
| Książę Rusi halickiej                      | - 1235 Michał I 1238 - 1236 Rościsław I 1238 - 1238 Daniel II 1264 |
| Cesarz Rzymski (niemiecki)                 | - 1220 Fryderyk II 1250                                            |
| Książę Saksonii                            | - 1212 Albrecht I 1260                                             |
| Król Serbii                                | - 1234 Stefan Władysław 1243                                       |
| Król Singasari                             | - 1227 Anuśpati 1248                                               |
| Król Szkocji                               | - 1214 Aleksander II 1249                                          |
| Król Szwecji                               | - 1234 Eryk XI Eriksson 1250                                       |
| Doża Wenecji                               | - 1229 Jacopo Tiepolo 1249                                         |
| Król Węgier                                | - 1235 Bela IV 1270                                                |
| Wielki mistrz zakonu krzyżackiego          | - 1209 Hermann von Salza 1239                                      |

Rok 1238 / MCCXXXVIII
stulecia: XII wiek ~
XIII wiek ~
XIV wiek

lata: 1228 «
1233 «
1234 «
1235 «
1236 «
1237 «
1238
» 1239
» 1240
» 1241
» 1242
» 1243
» 1248

## Wydarzenia w Polsce
- 19 marca
  - śmierć Henryka Brodatego, jego syn, Henryk Pobożny objął tron krakowski
  - Papież Grzegorz IX wydaje bullę, w której potwierdza nadanie przez księcia Bogusława I posiadłości koło Stargardu na rzecz zakonu joannitów. Bogusław I jest tytułowany księciem Kaszub.
- 29 czerwca – w Pyszkowie podpisano układ między księciem kujawskim Kazimierzem I a zakonem krzyżackim.

## Wydarzenia na świecie
- 2 lutego – wojska mongolskie po wodzą Batu-chana zdobyły Moskwę.
- 7 lutego – wojska mongolskie zdobyły Włodzimierz nad Klaźmą, miasto koronacyjne wielkich książąt Rusi.
- 4 marca – wojska mongolskie pokonały armię wielkiego księcia włodzimiersko-suzdalskiego Jerzego w bitwie nad rzeką Sit.
- 9 października – Jakub I Zdobywca (1208–1276) podbił emirat Walencji[1] i założył Królestwo Walencji.

- Syjam (obecnie Tajlandia), państwo w Azji Południowo-Wschodniej uzyskało niepodległość.
- Szwedzki hrabia Birger przyłączył do Królestwa Szwecji fińskie księstwo Häme i zbudował zamek w mieście Hämeenlinna.
- Konsekrowano katedrę w Peterborough.
- Powstanie pierwszego organizmu państwowego na Litwie, na którego czele staje Mendog[1] (data sporna lub przybliżona).

## Urodzili się
- Emilia Bicchieri, włoska dominikanka, błogosławiona katolicka (zm. 1314)
- Fina z San Gimignano, włoska święta katolicka (zm. 1253)

## Zmarli
- 4 marca:
  - Jerzy II, wielki książę włodzimierski (ur. 1189)
  - Joanna, królowa szkocka, żona Aleksandra II (ur. 1210)
- 19 marca – Henryk I Brodaty, książę wrocławski i krakowski (ur. ok. 1165/70)